# Luca de Meester
Luca Ramon de Meester de Tilbourg (* 26. Januar 2004) ist ein deutscher Fußballspieler.

## Karriere
Nach seinen Anfängen in der Jugend des FC Hennef 05 und des 1. FC Köln, für den er vier Spiele in der B-Junioren-Bundesliga bestritt, wechselte er im Sommer 2021 in die Jugendabteilung von Viktoria Köln. Für seinen Verein bestritt er 26 Spiele in der A-Junioren-Bundesliga, bei denen ihm sechs Tore gelangen. Im Sommer 2022 unterschrieb er bei seinem Verein seinen ersten Profivertrag und rückte in den Kader der ersten Mannschaft in der 3. Liga auf. Er kam dort auch zu seinem ersten Einsatz im Profibereich, als er am 16. September 2023, dem 6. Spieltag, bei der 1:2-Auswärtsniederlage gegen Borussia Dortmund II in der 90. Spielminute für Michael Schultz eingewechselt wurde. Im Sommer 2025 verließ er Viktoria Köln. Daraufhin wechselte er zum SV Sandhausen.

## Erfolge
- Mittelrheinpokal-Sieger: 2022, 2025 mit Viktoria Köln